# The Gentleman Gypsy
The Gentleman Gypsy è un cortometraggio muto del 1908 diretto e interpretato da Lewin Fitzhamon.

## Trama
Uno zingaro che fa il bagno nel fiume scambia i suoi vestiti con quelli di un altro.

## Produzione
Il film fu prodotto dalla Hepworth.

## Distribuzione
Distribuito dalla Hepworth, il film - un cortometraggio di 68,6 metri - uscì nelle sale cinematografiche britanniche nel giugno 1908.
Si conoscono pochi dati del film che, prodotto dalla Hepworth, fu distrutto nel 1924 dallo stesso produttore, Cecil M. Hepworth. Fallito, in gravissime difficoltà finanziarie, il produttore pensò in questo modo di poter almeno recuperare il nitrato d'argento della pellicola.